# Віра Шер
Віра Іванівна Сердюк (після шлюбу Віра Шер, Scher Tiborné; 29.08.1922, Ростов-на Дону — 1997) — угорська перекладачка та літературознавиця.
Вчилася у вищих навчальних закладах Ленінграда, Києва і пізніше Будапешта. З 1951 року працювала старшим науковим співробітником у бібліотеці Угорської Академії Наук.
У 1966 захистила кандидатську дисертацію на тему «Українська література в Угорщині (1864—1964)». Досліджувала життя й творчість Шевченка, шлях його творів до угорського читача, а також угорські інтерпретації його поезії. Цим проблемам присвятила низку статей, зокрема «Шевченко» (1961), «Шевченко в Угорщині», «Шевченко і його угорські перекладачі».
Виконала усю роботу щодо підготовки та розробки навчального матеріалу для студентів українського відділення в Будапештському Університеті імені Лоранда Етвеша.